# Кузово (Башкортостан)
Кузово (баш. Ҡуҙы) — село в Бирском районе Республики Башкортостан Российской Федерации. Входит в состав Чишминского сельсовета.

## Топоним
Ранее упоминалось как д. Кузова (д. Кузовая).

## География
Расположен на речке Каран, которая впадает в р. Евбазу.

### Географическое положение
Расстояние до:
- районного центра (Бирск): 30 км,
- центра сельсовета (Чишма): 5 км,
- ближайшей ж/д станции (Уфа): 105 км.

## История
Основано по договору 1745 г. о припуске на вотчинных землях башкир Шамшадинской волости Казанской дороги ясачными марийцами, перешедшими впоследствии в сословие тептярей. В 1865 г. в 50 дворах проживало 234 человека. Занимались земледелием, скотоводством. В 1906 г. зафиксированы 2 бакалейные лавки, при деревне отмечена усадьба землевладельца Кощеева. Комплекс зданий (дом-особняк Кощеева и 3 кирпичных хоз. строения, нач. XX в.).
По данным на 1870 год деревня Кузова (Кузовая) Московской волости Бирского кантона (уезда) Уфимской губернии,.

## Население
| 2002 | 2009 | 2010 |
| ---- | ---- | ---- |
| 440  | ↗476 | ↘444 |

### Историческая численность населения
В 1870 году дворов 50, населения: 234 чел. (мужчин: 110, женщин: 124).
По переписи 1926 г.: дворов 86, населения: 434 чел. (мужчин: 212, женщин: 222).

## Инфраструктура
Личное подсобное хозяйство с зоной сельскохозяйственного использования, индивидуальная застройка усадебного типа.
Основа экономики — сельское хозяйство.
Сельский клуб, ФАП.

## Транспорт
Село доступно автотранспортом.